# Ponte Preta (Rio Grande do Sul)
Ponte Preta é um município brasileiro do estado do Rio Grande do Sul.

## História
A história do município vem desde a década de 1910, na época, a região era conhecida como Lajeado Grande. Conforme a localidade foi crescendo, surgiu uma necessidade para ligá-la a outras localidades, Souto Neto e Linha 7. Para isso, foi construída uma ponte sobre o Rio Jupirangava, com apoio de toda a comunidade local.
A ponte feita com uma suspensão aérea, e feita totalmente de madeira. Para conservá-la, foi pintada com piche, à época chamada de alcatrão, um material de coloração escura. Devido à coloração, esta ponte ficou conhecida como Ponte Preta, embora oficialmente chamada de Ponte 3 de Outubro.
Os primeiros moradores da região chegaram por volta de 1910, vindo de Guaporé, Bento Gonçalves, Encantado, Boa Vista e outros municípios, e encontraram nesse lugar uma mata fechada, com diversas espécies diferentes de flora. Foi habitado inicialmente por maioria italiana, e por minoria de descendentes alemães e poloneses.
A emancipação do município ocorreu em 20 de março de 1992, desmembrando-se de Jacutinga e Barão de Cotegipe.

## Geografia
O território atual do município é de 99,5 km², sendo 0,83 km² urbanizados, com 1.575 habitantes segundo o censo de 2022. Situa-se a 383 km da capital Porto Alegre. Os principais acesso são pela RS 211 e pela BR 480, que ligam o município a Erechim.
Situa-se na região intermediária de Passo Fundo e na região imediata de Erechim. Localizada na latitude 27°39'14" sul e na longitude 52°29'16" oeste, Ponte Preta está a uma altitude de 440 metros.

## Educação
O município possui uma taxa de escolarização dos 6 aos 14 anos de 100%, com 153 matrículas no ensino fundamental, em dois estabelecimentos de ensino, com 17 docentes. Já o ensino médio possui 47 matrículas, em um estabelecimento de ensino e 9 docentes.